# История Череповца

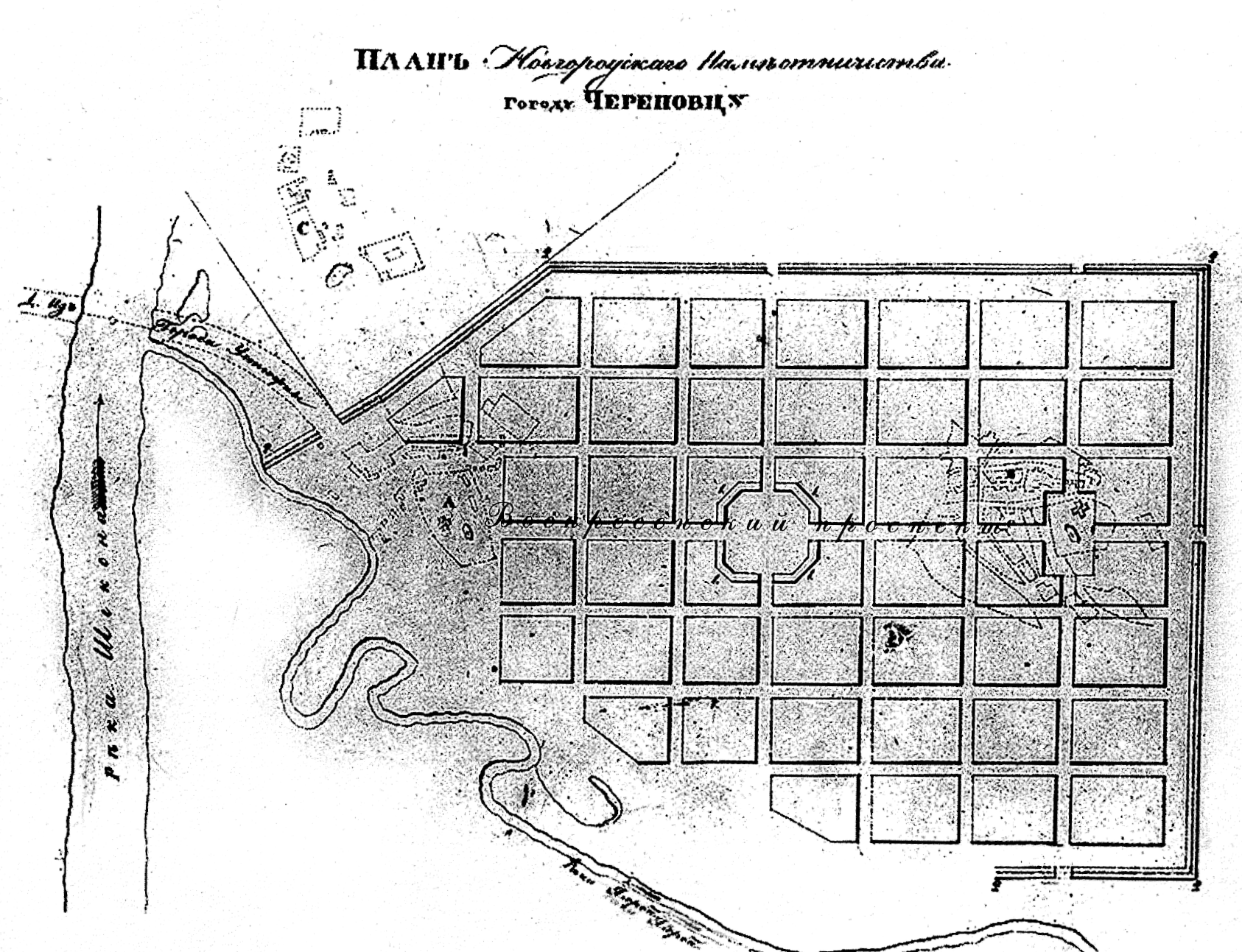
Первый план Череповца, подписанный Екатериной Второй

Череповец, получивший статус города 4 ноября 1777 года, ведёт своё начало с XIV века, когда был основан Воскресенский мужской монастырь, просуществовавший до екатерининской секуляризационной реформы.
В рамках городской реформы 1777 года Череповецкий посад при упразднённом монастыре был преобразован в уездный город, первоначально в составе Новгородской губернии.

## Данные археологии
Археологические раскопки начала XX века обнаружили на территории Череповца одну из древнейших известных стоянок (эпохи мезолита) на севере России. Исследования последних десятилетий выявили ещё несколько стоянок каменного века: Соборная горка, Матурино, река Ягорба.
Культурный слой стоянки Октябрьский мост включал в себя находки, относящиеся к эпохе неолита (кремнёвые орудия, пластинки, отщепы, фрагменты керамики 4—3 тыс. до н. э., раннего железного века с сетчатой и штрихованной поверхностью (обломки глиняной посуды). Самые ранние средневековые постройки стоянки Октябрьский мост датируются X веком. Среди изделий — гребни, футляр от гребня, шахматная фигурка, пряслице, ложка, копоушка, монеты-дирхемы, кресала, фрагмент ключа от коробчатого замка, рабочий топор типа V (по А. Н. Кирпичникову), ножи с клиновидным сечением лезвия, железная игла, заготовка бронзы, фрагменты тиглей для плавления бронзы, наконечники стрел, рыболовный крюк, коса-горбуша, топор, шумящие подвески, височные кольца, привески, пряжка-фибула, браслет, перстни, подвеска-ложечка, формочки для литья, льячки, точило, лепная керамика, бусы многочастные синего и василькового цвета, зонные синие, золочёная и полосатая серебряная буса-лимонка, бронзовая коническая подвеска, ключи от деревянных замков «с желудями», трёхчастная, глазчатая, серебростеклянная бусы, 2400 фрагментов круговой керамики (91,3 %), рубленый бисер, фрагмент стеклянного браслета, оселок с отверстием, кости лося, тетерева, глухаря, лошади, бобра, крупной рыбы, свиньи, коровы, овцы, росомахи, северного оленя, собаки, ключ к замку (тип А по Б. А. Колчину), овальнозаострённое кресало, бронзовый бубенчик, подпечные ямы от печей-каменок.
С X века на территории современного города существовало несколько постоянных поселений, с культурой, близкой к культуре средневекового города. Основным населением местности были сначала вепсы, позже здесь поселились славяне. Население занималось охотой, рыбной ловлей и торговлей пушниной (бобёр, куница, лиса). Найденные при раскопках предметы, не изготавливавшиеся на месте, а также восточные чеканные монеты из серебра свидетельствуют о международном характере торговли. К XIII веку из-за активного истребления численность пушного зверя упала, что привело к сокращению добычи и прекращению пушной торговли. С этого времени основным занятием стало земледелие. Население продолжало расти, количество поселений — увеличиваться.

## Монастырский посад

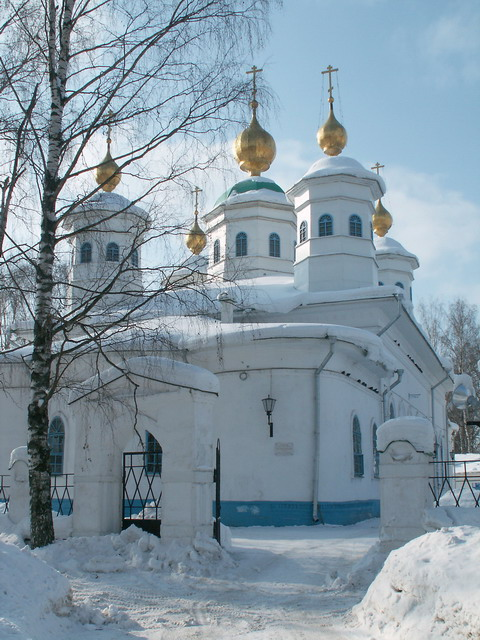
Собор Воскресенского монастыря (XVIII век), вокруг которого сформировался будущий город

Первое упоминание о Череповце в документах относится к 1362 году. Тогда был основан Череповецкий Воскресенский мужской монастырь. Основателями его считаются преподобные Феодосий и Афанасий, последний вошёл в историю православной церкви под прозвищем «железный посох» и был учеником самого Сергия Радонежского.
Воскресенский монастырь, как и другие русские монастыри того времени, играл роль не только религиозного, но и хозяйственного центра. Со временем возле монастыря появилось большое торговое село Федосьево (которое и стало основой для будущего города) и множество более мелких деревень и сёл. Было построено несколько церквей. Монастырь владел рыбными промыслами и поставлял рыбу в Москву, он был крупнейшей рыбной вотчиной московских патриархов.
Монастырь просуществовал 400 лет, неоднократно подвергался разорению в период польско-литовского нашествия. В 1764 году монастырь был упразднён указом Екатерины II (к настоящему времени от него остался Воскресенский собор), а его владения, земли, крестьяне, церкви переданы в казну.

## Получение статуса города
Статус города Череповец получил по указу Екатерины II от 4 ноября 1777 года:
Указ
Нашему Сенату.
Всемилостивейше повелеваем в Новгородском наместничестве на устье реки Суды, впадающей в Шексну, учредить при Череповском монастыре для пользы водяной коммуникации город под именованием город Череповец и при возобновлении выборов в оном наместничестве с начала будущего 1780-го года приписать к сему новому городу уезд и учредить в нем судебные места, а между тем представить Нам план, как оному городу быть надлежит.
Екатерина.

4 ноября 1777 года. Санкт-Петербург.
В настоящее время принято эту дату считать "рождением города", что не верно. Согласно законам екатерининской эпохи города могли быть двух видов: губернские и уездные. Таким образом городом Череповец стал лишь в 1780 году, когда получил уезд. В «Статистических заметках о городе Череповце и его уезде» 1850 года указано:
До 1780 года на месте, где ныне город Череповец, было две деревни: Череповец и село Федосьевское. Указом Императрицы Екатерины II 1-го января 1780 г[ода] деревни сии соединены в одно и наименованы уездным городом Череповцом; в 1797 году переименован в посад, и уезд его причислен к Устюжскому; в 1802 г[оду] вновь наименован уездным и существует доныне. История деревни Череповца, от которой город получил название, начинает быть известною с первой половины столетия, т[о] е[сть] со времени основания Череповецкого Воскресенского монастыря, упраздненного в 1764 году.
В 1782 году был утверждён план регулярной застройки города.
Однако в конце XVIII века только что появившийся город едва не исчез. В соответствии с указом императора Павла I от 12 декабря 1796 года «О новом разделении государства на губернии» было предписано упразднить города, «которые окажутся лишними». Санкт-Петербургский военный губернатор генерал от инфантерии Н. П. Архаров, управляющий Новгородской и Тверской губерниями, представил в Сенат предложения об упразднении Череповца и включении Череповецкого уезда в состав Устюженского. В результате в указе от 31 декабря 1796 года в Новгородской губернии осталось десять городов, среди которых Череповца не было. Губернское правление направило 13 февраля 1797 года предписание об упразднении магистрата и переименовании города в посад. В предписании разрешалось учредить во вновь созданном посаде ратушу, если купцы и мещане согласятся содержать её на свои средства. Все 86 купцов и 298 мещан города объявили о желании остаться в Череповце «при своих жилищах, торгах и промыслах» и содержать ратушу.
Однако следующим указанием губернского правления было предписано:

…бывшие города Череповец и Лодейное Поле, якоб оказавшияся в числе немогущих существовать посадами, уничтожить, обратя жителей их, именующихся ныне купцами или мещанами, или посадскими, в первобытное их состояние, кроме тех, кои объявят желание записаться и действительно записаны будут в купцы и мещане других городов, что не возбраняется.

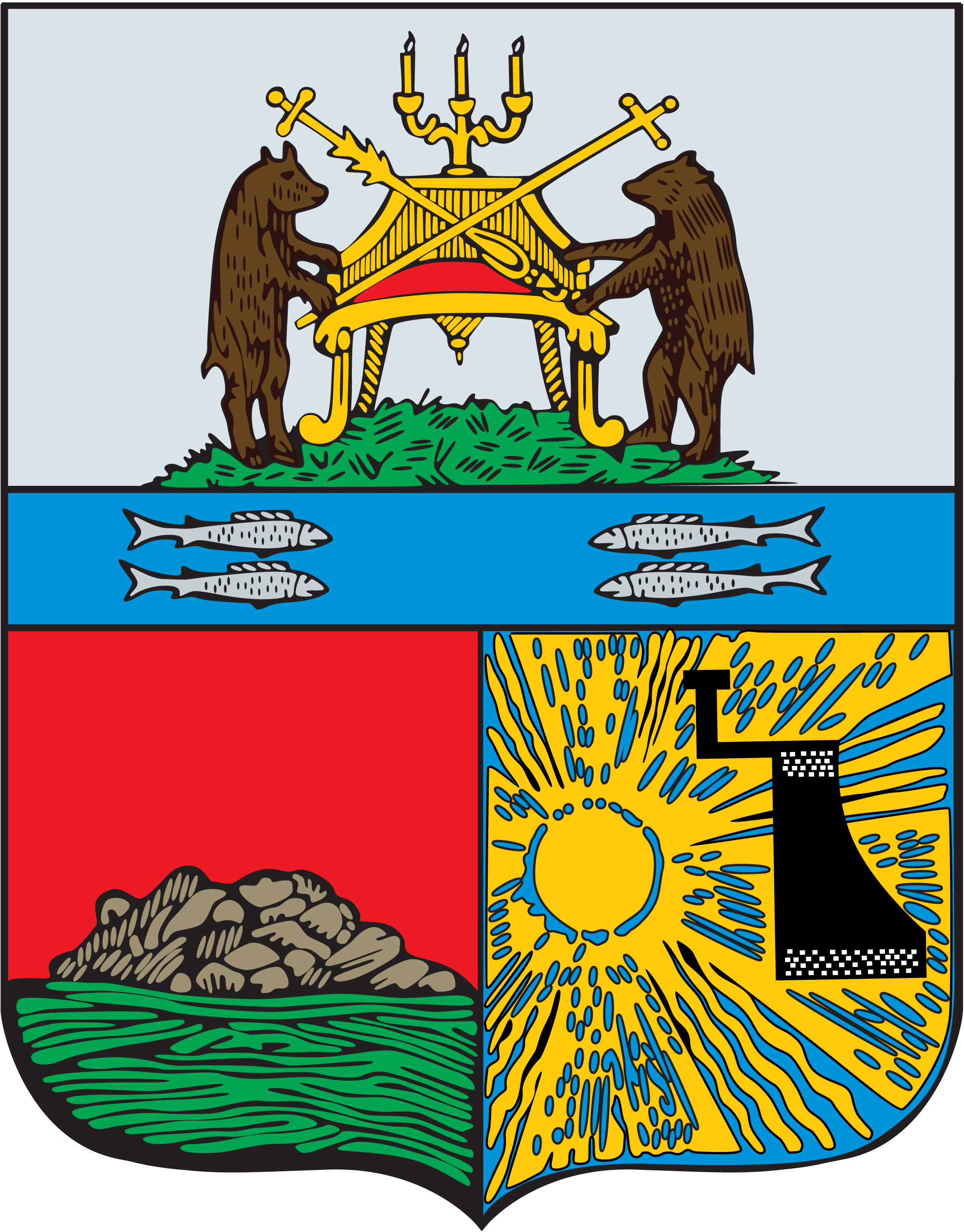
Герб (1811)

16 марта 1797 года собрание купеческого и мещанского общества выразило несогласие с предписанием. Мещанин Ефим Красильников, уполномоченный собранием, отправился в Москву, добился приёма Н. П. Архарова и передал ему письменное прошение об оставлении Череповца посадом. Прошение дало результаты. 8 октября 1797 года император Павел I утвердил указ, в котором Череповец сохранил статус посада, а его купцы и мещане были оставлены «при своих жилищах, торгах и промыслах беспрепятственно». В качестве атрибута управления посадом была сохранена ратуша, на содержание которой, впрочем, средств из бюджета так и не выделялось. Таким образом, череповецкие купцы и мещане не допустили ликвидации торговли и промыслов в городе и несколько лет содержали посадское управление на свои средства.
Спустя ещё пять лет, 24 апреля 1802 года, Сенат издал указ «О восстановлении заштатных городов разных губерний», согласно которому в числе восстановленных значился и город Череповец, к которому приписывался уезд. 29 марта 1811 года утверждён герб уездного города Череповца Новгородской губернии. С этого времени Череповец становится полноправным городом России.

## Череповец в XIX веке

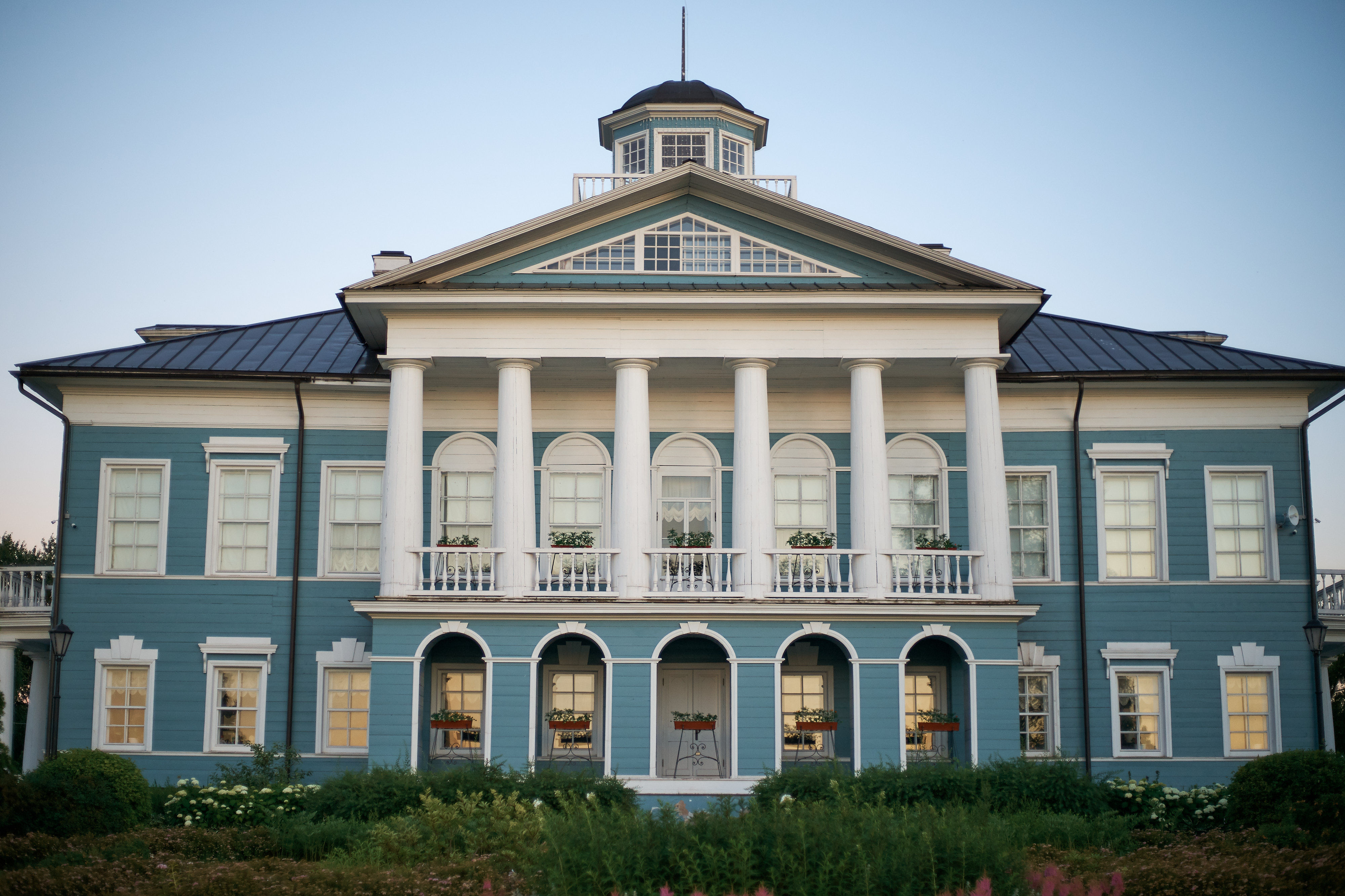
Дворянская усадьба Гальских

Город рос медленно: на 1810 год число официально зарегистрированных жителей составляло 901. Единственным промышленным предприятием долгое время был кирпичный завод, на котором работало семь человек. Значение Череповца возросло с завершением постройки в 1810 году Мариинской водной системы. Череповец оказался единственным более-менее заметным населённым пунктом на участке водного пути длиной почти четыреста километров. Основным занятием жителей города стало судовождение, ремонт и строительство судов, проводка по шекснинскому участку Мариинской системы барок. Благодаря появлению судоходного пути развивалась и торговля. К середине XIX века количество жителей выросло до 3300.
Развитие города ускорилось во второй половине XIX века. Этому способствовала, с одной стороны, крестьянская реформа 1861 года, в результате которой значительная часть окрестных крестьян, потеряв наделы, перебралась в город, с другой — деятельность городских купцов и промышленников. Особенно много сделал для города Иван Андреевич Милютин, — купец, судовладелец, промышленник, бывший в течение полувека бессменным городским головой. Благодаря компании «Торговое пароходство братьев Милютиных и Ко» в городе появились гавань, верфь, ремонтный док, механический судостроительный завод. Были построены три морских грузовых брига дальнего плавания: «Россия», «Шексна» и «Алексей» — одни из первых морских грузовых судов этого типа, построенных в России. Милютин был автором проектов подъёма хозяйства города и края, реконструкции Мариинской системы. Вместе с другими череповецкими капиталистами Милютин добился прокладки железной дороги Петербург — Вологда через Череповец, что существенно усилило товарооборот и способствовало экономическому развитию города.
Стараниями Л. В. Афетова, Е. В. Барсова, Д. В. Колюбякина, И. А. Милютина, Н. В. Подвысоцкого и других к началу XX века в городе существовали, помимо промышленных предприятий: общественный банк, больница, музей (один из старейших музеев северо-запада), сельскохозяйственная школа, Александровское техническое училище, реальное училище, Мариинская женская гимназия, учительская семинария, городское трёхклассное училище, женское профессиональное училище, городская библиотека. По количеству учебных заведений Череповец обошёл большинство уездных и даже некоторые губернские города России. В это время каждый шестой житель города был учащимся.

## XX век

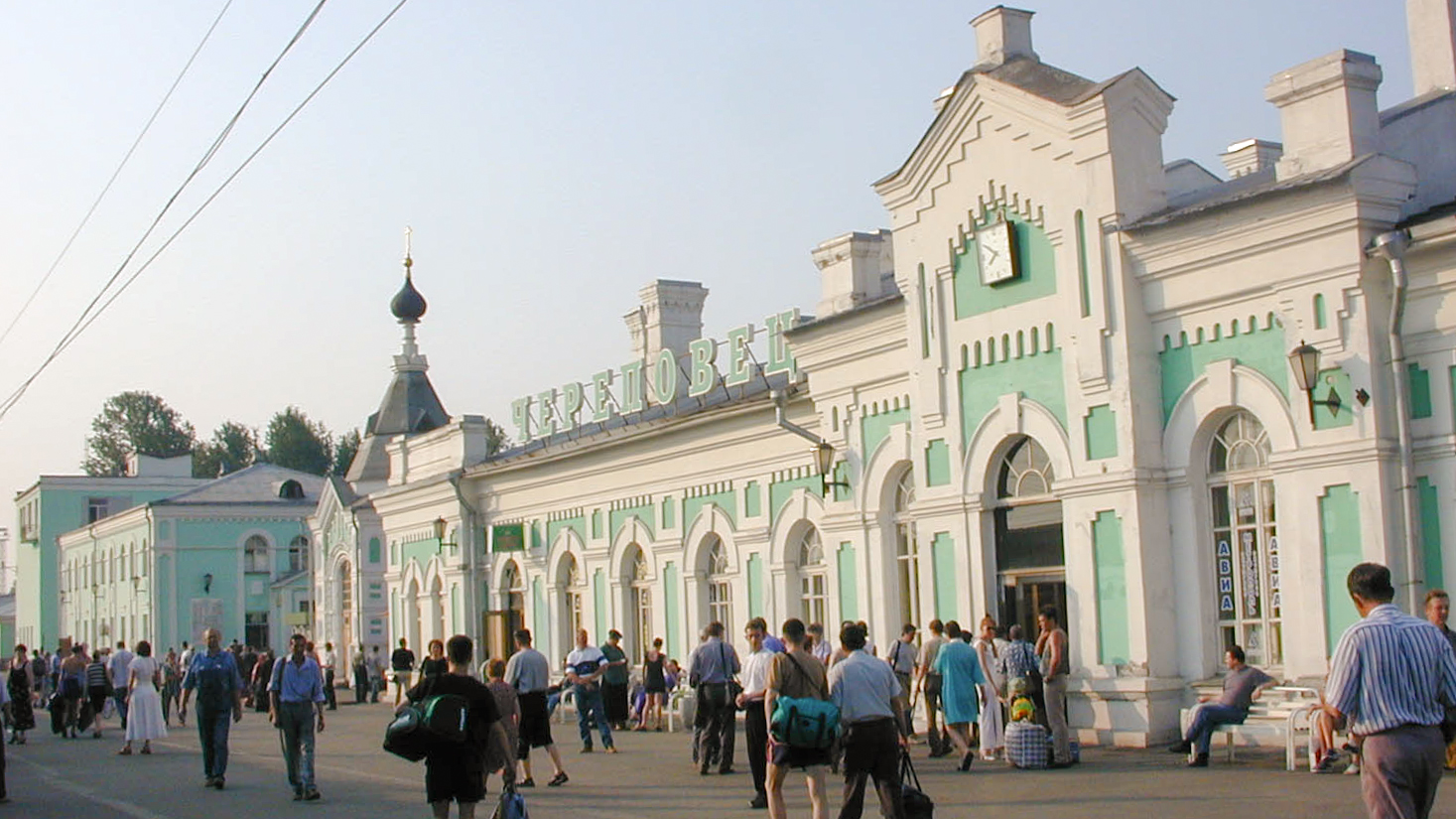
Железнодорожный вокзал

В первое десятилетие XX века развитие Череповца продолжалось. К 1904 году было завершено строительство железнодорожной станции, через которую с 1905 года пошли поезда железной дороги Вятка — Вологда — Череповец — Петербург. В 1911 году была построена гавань с пропускной способностью 25 млн пудов груза, не считая нефтепродуктов. Численность населения достигла 10 тысяч человек в 1915 году, 12 тысяч человек — в 1917. В городе работало пять промышленных предприятий, общая численность рабочих — 350 человек.
Революционные события 1917 года город затронули слабо. В начале марта был создан Совет народных депутатов, тогда же в городе появилась организация РСДРП. 26 марта 1918 года собравшиеся в Череповце представители пяти уездов — Кирилловского, Белозерского, Тихвинского, Устюженского и Череповецкого, — направили в Совет Народных Комиссаров СССР ходатайство о создании из этих уездов отдельной Череповецкой губернии. В мае СНК утвердил ходатайство, в результате Череповец стал губернским центром.
1918—1920 годы прошли неспокойно: хотя власть Советов в городах губернии сохранялась, постоянно происходили волнения, как стихийные, так и возглавляемые бывшими промышленниками, купцами, офицерами, полицейскими. Невдалеке проходил Северный фронт, на котором Красная Армия противостояла войскам Юденича, поэтому особую опасность представляли любые действия восставших на железной дороге, снабжавшей фронт.
1 декабря 1918 года отряд восставших численностью до 300 человек захватил станцию Шексна. Движение поездов прервалось. Реввоенсоветы Вологды и Череповца направили отряды для пресечения мятежа. 3 декабря объединённые отряды взяли штурмом станцию Шексна и село Братково. Активные участники мятежа были арестованы, часть из них казнена. В качестве наказания для деревней и волостей, активно поддержавших мятеж, на них был вдвое увеличен налог.
Весной 1919 года возобновились крестьянские восстания. Всё лето чекисты воевали в лесах губернии с отрядами «зелёных». В конце лета череповецкий отряд чекистов был отправлен на подавление крестьянского мятежа, возглавляемого генералом Майером и офицерами Веденским и Жуковым. Восставшие были рассеяны, руководители мятежа арестованы и преданы суду военного трибунала. Генерал Майер и другие организаторы выступления, в общей сложности 31 человек, были расстреляны. В конце 1919 года в Череповце и губернии было объявлено военное положение. В дальнейшем укрепление власти большевиков сделало своё дело: количество выступлений сократилось, а затем они и вовсе прекратились.
На 1920 год население города составило 16943 жителя. Треть жителей Череповца была неграмотной. На всех предприятиях, вместе взятых, работало 590 человек. В 1924 году был открыт Череповецкий техникум животноводства и молочного хозяйства. Также работали ранее созданные промышленно-экономический техникум, техникум дизелистов водного транспорта (ныне лесомеханический), совпартшкола второй ступени, педагогический техникум.
В течение десятилетия с 1927 по 1937 год несколько раз изменилось административное положение Череповца.
1 августа 1927 года город Череповец был отнесён к категории городов окружного подчинения Череповецкого округа Ленинградской области. 23 июля 1930 года, после упразднения округов, Череповец перешёл в прямое подчинение Ленинградской области. Наконец, 23 сентября 1937 года город и район вошли в состав вновь созданной Вологодской области.
В 1930-х годах руководством СССР было принято решение о строительстве Волго-Балтийского канала, создании Рыбинского водохранилища и строительстве в Череповце металлургического завода. Одним из основных авторов проекта строительства металлургического завода в Череповце был академик Бардин. В отличие от большинства металлургических предприятий, строившихся «на сырьё», то есть непосредственно вблизи от месторождений руды, череповецкий завод решено было строить на пересечении водных и железнодорожных путей, связывающих город с рудными месторождениями Кольского полуострова, углём Воркуты, и позволявших удобно вывозить продукцию. В 1941 году началось заполнение Рыбинского водохранилища. В зону затопления вошла и часть города, из-за чего потребовалось перенести на новое место механическую мельницу, судоремонтный завод (который при переносе был кардинально реконструирован), лесопильный завод, механический завод «Красная звезда», речной порт. Планы строительства завода не удалось реализовать в запланированные сроки — помешала война.
В Великую Отечественную войну город выполнял функции эвакуационной зоны. Здесь располагались госпитали, сюда эвакуировали жителей Ленинграда. Предприятия города были переведены на производство военной продукции: производилось оружие, амуниция, снаряжение. В июле 1941 года в городе была сформирована 286-я стрелковая дивизия, в сентябре начавшая свой боевой путь на Ленинградском фронте. Из 19300 жителей Череповца и района, воевавших в Великую Отечественную, 7801 не вернулись. 18 человек удостоены звания Героя Советского Союза, 8200 награждено орденами и медалями, 6 человек — Орденом Ленина, 112 — Орденом Красного Знамени, 1517 — Орденом Красной Звезды, 887 — Орденом Славы. Фронт не подходил непосредственно к Череповцу, но в городе базировались части, входившие в состав Череповецко-Вологодского округа ПВО. В последние годы войны Череповец стал также местом содержания немецких и финских военнопленных. Именно в череповецком лагере содержался знаменитый немецкий ас Эрик Хартман, которому приписывают 352 сбитых самолёта.
После войны работы по строительству промышленных объектов в Череповце были продолжены. Уже в 1945 году первые суда принял новый речной порт, построенный в годы войны. В 1952 году была заложена первая доменная печь. 24 августа 1955 года был дан первый чугун — этот день считается днём рождения Череповецкого металлургического завода. В 1958 году начала работать первая мартеновская печь, с которой началось производство стали в Череповце. Строительство завода велось под руководством Диниахмеда Набиулевича Мамлеева, начальника треста «Череповец-металлургстрой» с 1949 года.

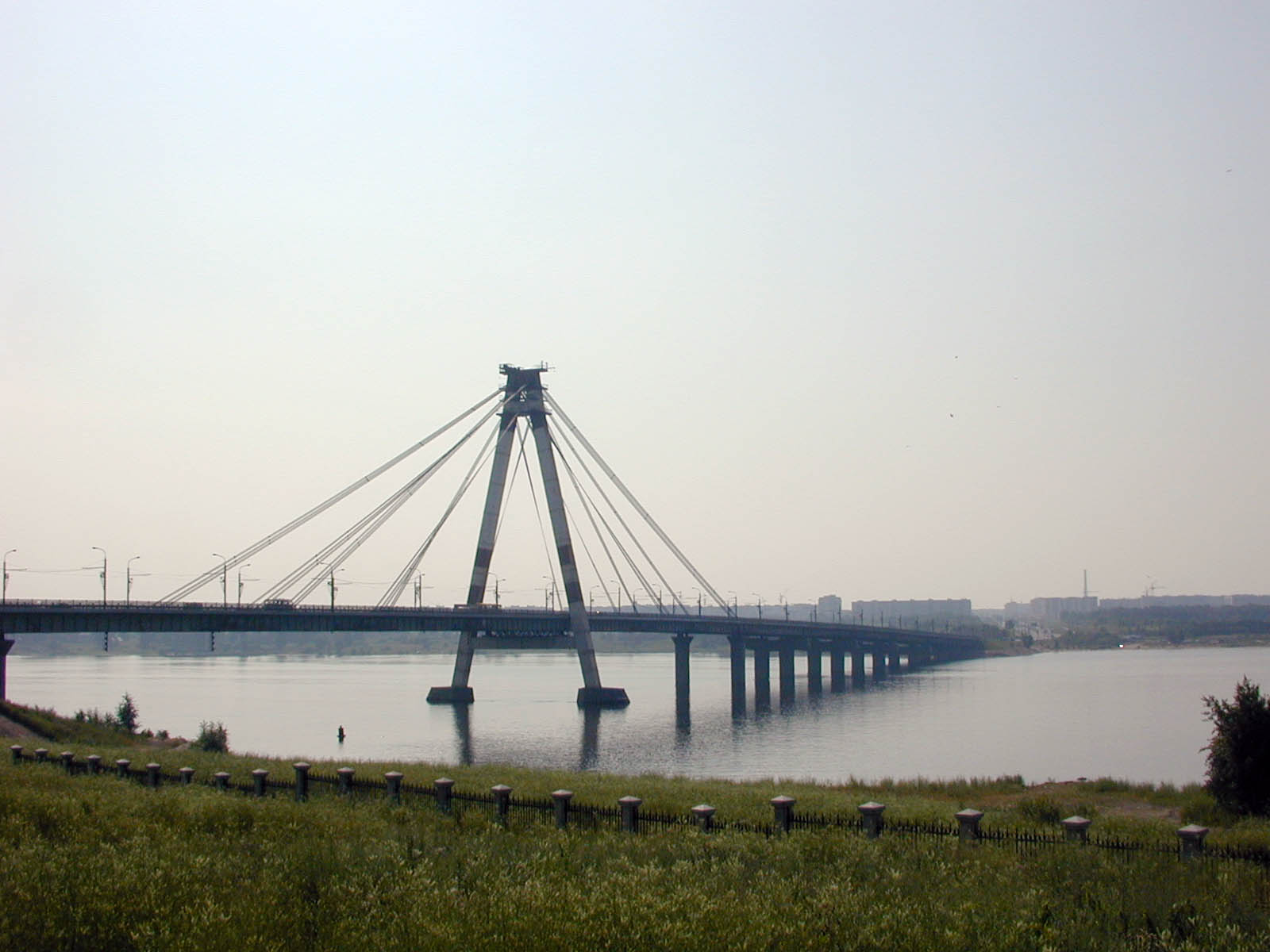
Октябрьский мост через Шексну

В 1960-х годах в городе создано ещё несколько предприятий, металлургический завод постоянно рос и развивался. 1970-е годы отмечены строительством химических заводов. На это строительство в Череповец, как и во многие другие города по аналогичной причине, направлялось большое количество условно освобождённых из мест заключения (именно в те годы появилось устойчивое выражение «отправить на химию», а слово «химик», помимо специалиста по химии, стало обозначать ещё и условно освобождённого, направленного «на стройки народного хозяйства»). Значительная часть «химиков» осела в городе, благодаря чему укрепилась представление о нём как о «бандитском», отчасти сохраняющееся по сей день.
В 1978 году был открыт Октябрьский мост через реку Шексну, на момент открытия — первый крупный вантовый мост на территории России, уникальное сооружение, строившееся с 1970 года.
В 1986 году на Череповецком металлургическом заводе запущена пятая доменная печь, за пределами города более известная как «Северянка». На момент пуска это была крупнейшая доменная печь в мире. В том же 1986 году Череповецкий металлургический завод был реорганизован в Череповецкий металлургический комбинат (ЧерМК). В начале 1990-х годов на его базе было создано акционерное общество «Северсталь».
Население города к середине 1980-х годов перевалило за 300 тысяч. Во многом благодаря мощным промышленным предприятиям, активно строившим жильё для работников, Череповец быстро рос. В 1977 году город был официально разделён на два района — Индустриальный и Первомайский (в народе «Заречье»). Активно продолжилась застройка района фанерно-мебельного комбината (в просторечии «Фанера»), а с середины 1980-х годов в Череповце появился новый район — Зашекснинский (в обиходе его часто называют «Простоквашино» (автора этого народного названия вряд ли можно установить) или ещё чаще 104-й).
Территория города определена законом Вологодской области от 9 января 1996 года № 55-ОЗ; законом Вологодской области от 6 декабря 2004 г. № 1104-ОЗ город Череповец наделён статусом городского округа.